# Oranienbaum (Alemania)
Oranienbaum (pronunciación en alemán: /oˈʁaːni̯ənˌbaʊ̯m/ⓘ) es una antigua población y antiguo municipio en el distrito de Wittenberg, en Sajonia-Anhalt, Alemania. Desde el 1 de enero de 2011, es un Distrito (en alemán: Ortsteil) de la ciudad de Oranienbaum-Wörlitz. Se sitúa al sur del Elba, al este de Dessau.

## Historia
| Ducado de Sajonia 1180-1212 Condado de Anhalt 1212-1218 Principado de Anhalt 1218-1252 Principado de Anhalt-Zerbst 1252-1396 Principado de Anhalt-Dessau 1396-1561 Anhalt-Dessau, gobernado por Anhalt-Zerbst 1561-1603 Principado de Anhalt-Dessau 1603-1807 Ducado de Anhalt-Dessau 1807-1863 Ducado de Anhalt 1863-1918 Estado Libre de Anhalt 1918-1933 Estado Libre de Anhalt de jure, Gau Halle-Merseburg de facto, Alemania Nazi 1933-1945 Sajonia-Anhalt, Zona de ocupación soviética 1945-1949 Sajonia-Anhalt, Alemania Oriental 1949-1952 Bezirk Halle, Alemania Oriental 1952-1990 Distrito de Wittenberg, Sajonia-Anhalt, Alemania 1990-presente |

El antiguo asentamiento de Nischwitz fue renombrado en 1673 en honor a la Condesa Enriqueta Catalina de Nassau, un vástago de la Casa de Orange-Nassau (en neerlandés: Oranje-Nassau) y princesa consorte del entonces Príncipe gobernante Juan Jorge II de Anhalt-Dessau.
A partir de 1683, la Condesa hizo erigir el Palacio de Oranienbaum según los planes del arquitecto holandés Cornelis Ryckwaert. Los parques hoy se incluyen dentro del reino de los jardines de Dessau-Wörlitz, Patrimonio Mundial de la UNESCO desde 2000.

## Vistas

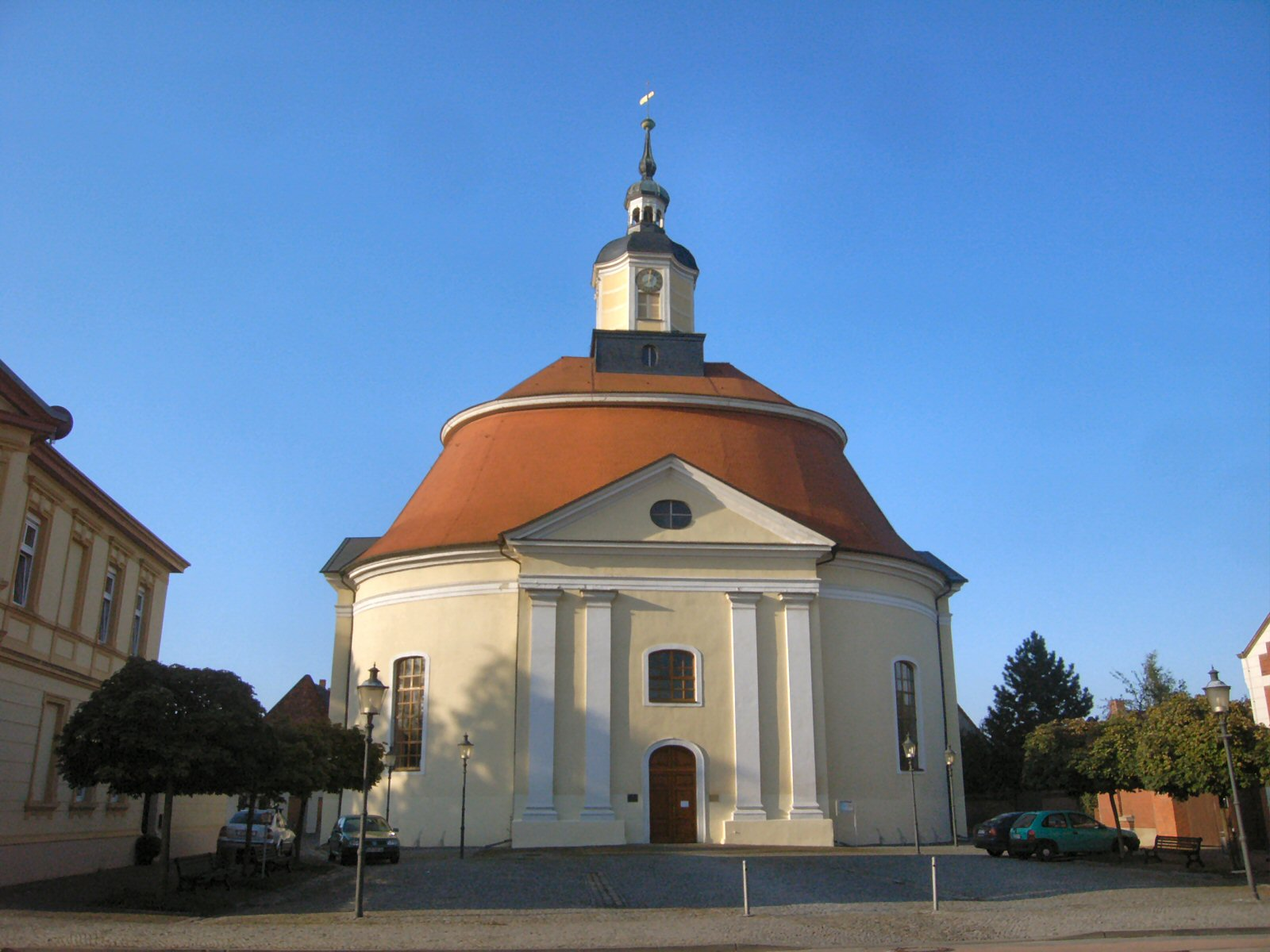
Iglesia protestante.

- Palacio de Oranienbaum, parque y jardín chino con pagoda
- Iglesia parroquial barroca, construida en 1712
- Camino monumental con 29 estaciones
- Plaza de mercado histórica
- Estilo arquitectónico holandés del siglo XIX

## Relaciones internacionales
- Daun, Alemania